# Schuckert & Co.
Schuckert & Co. war ein deutsches Elektrizitätsunternehmen mit Sitz in Nürnberg, das von 1885 bis 1903 bestand.

## Geschichte

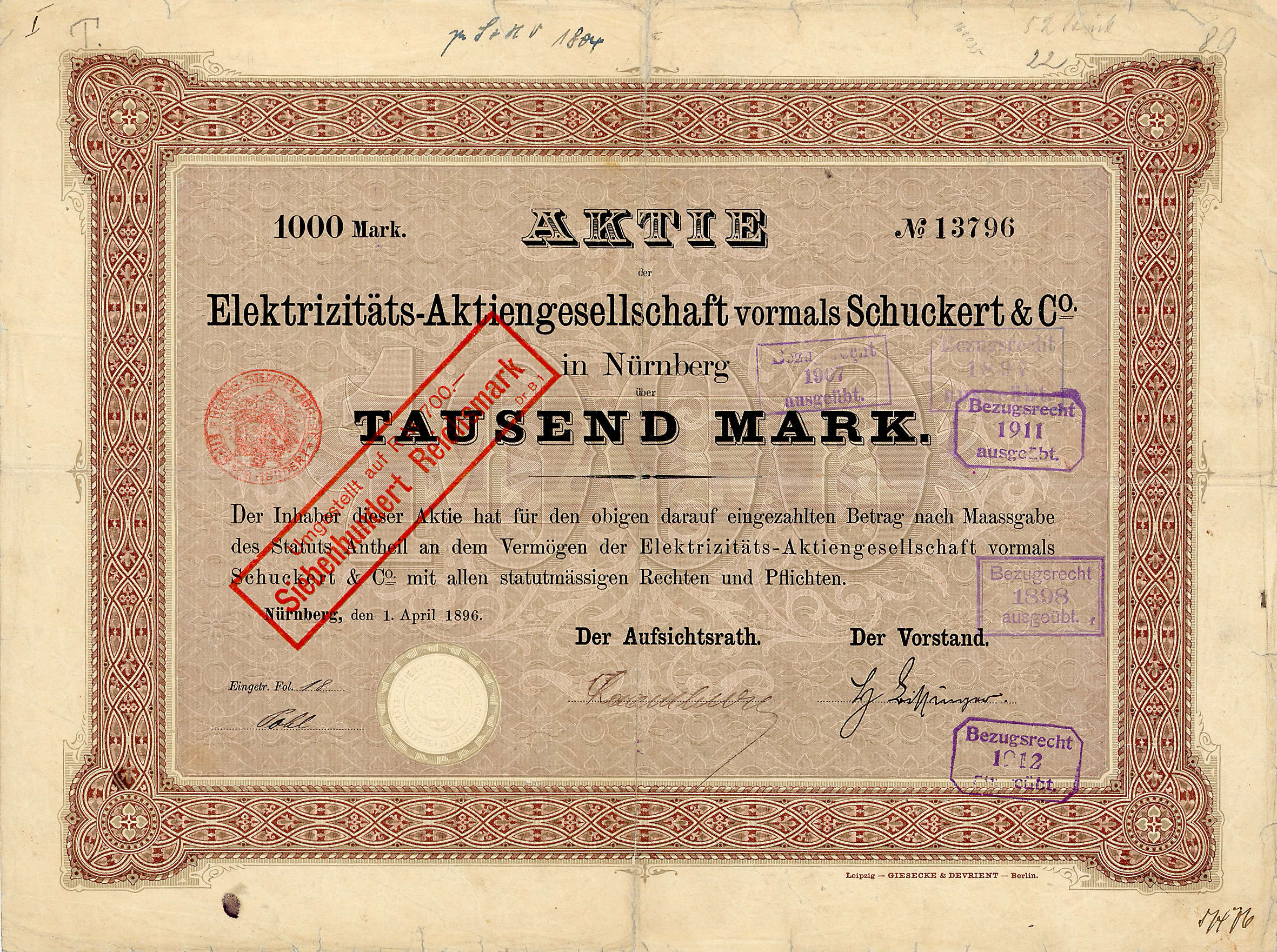
Aktie über 1000 Mark der Elektrizitäts-AG vormals Schuckert & Co. vom 1. April 1896

Schuckert & Co. entstand am 31. Dezember 1885, als Alexander Wacker als Teilhaber in das Unternehmen von Sigmund Schuckert eintrat. Schuckert hatte 1873 eine Werkstatt in der Nürnberger Schwabenmühle ⊙ gegründet und 1879 das erste Fabrikgebäude an der Schloßäckerstraße ⊙ errichtet. 1890 wurde der heute noch von Siemens genutzte Standort an der Landgrabenstraße ⊙ in Betrieb genommen.
Bei der Umwandlung in eine Aktiengesellschaft wurde 1893 die Firma in Elektrizitäts-AG vormals Schuckert & Co. (E-AG) geändert. 1903 wurde das Unternehmen von Siemens & Halske übernommen, die ihre Starkstromabteilungen mit der E-AG zusammenlegte und als Siemens-Schuckertwerke (SSW) mit Sitz in Berlin, ab 1945 in Erlangen und Berlin weiterführte.

## Produkte

### Stromversorgungsnetze

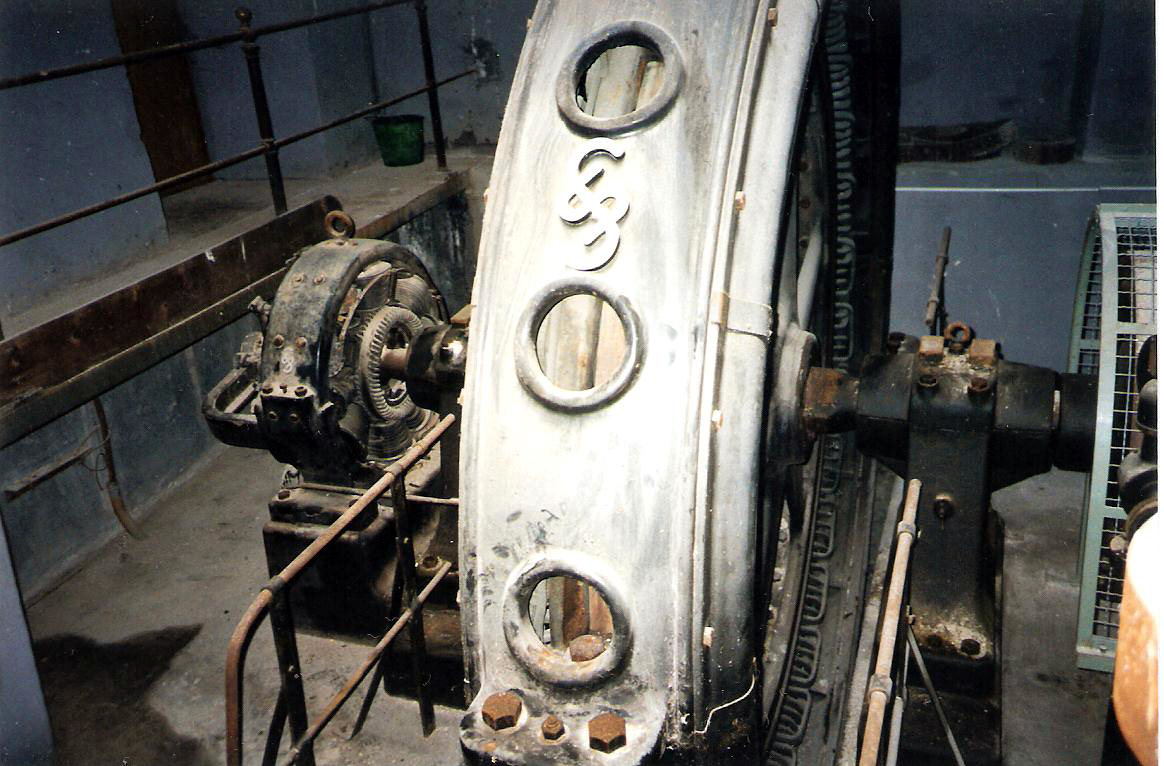
Generator und Synchronmaschine mit Logo Sigmund Schuckert, eingebaut 1895 im Flusskraftwerk Stallegg zur Stromübertragung in das Schloss Donaueschingen

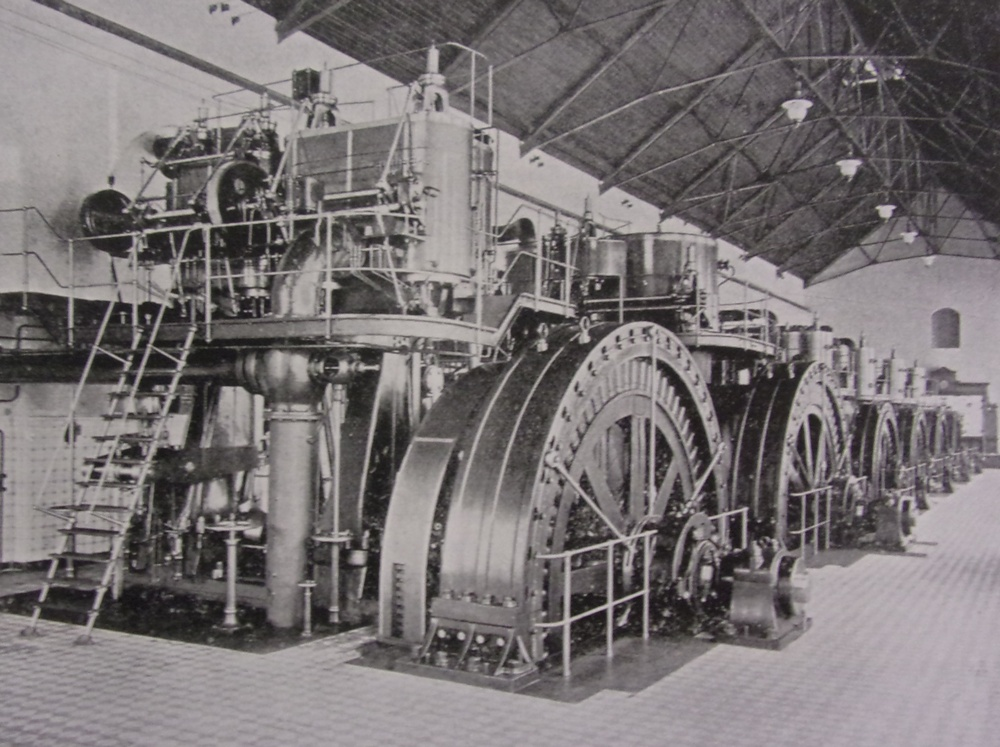
Schuckert-Generatoren im Kraftwerk Tullnau 1899

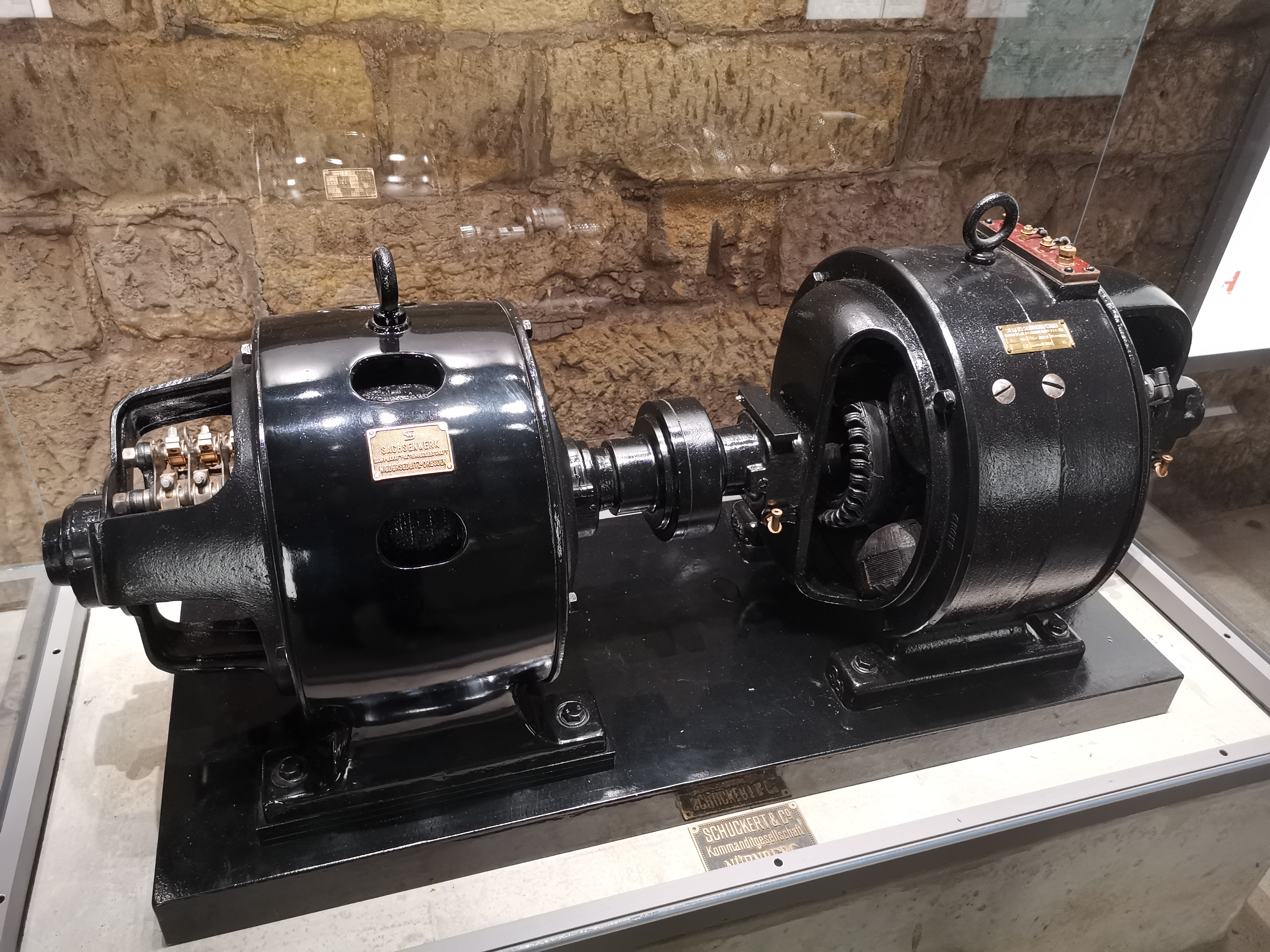
Motor von Schuckert im Brunnenhaus der Festung Königstein

1887 erstellte Schuckert sein erstes Elektrizitätswerk in Lübeck, 1888 ein weiteres in Barmen. Bis 1900 errichtete Schuckert 120 Kraftwerkszentralen. Dabei war Schuckert in der Regel Generalunternehmer, der die gesamte Anlage mit dem Kraftwerk, dem Verteilnetz und den Transformatorenstationen schlüsselfertig herstellte. Das Kraftwerk Tullnau in Nürnberg versorgte 1896 das erste Wechselstromnetz in Bayern.
Auch im Ausland übernahm Schuckert zahlreiche Projekte. So wurden die Kykkelsrudsbane in Norwegen sowie das Wasserkraftwerk Kykkelsrud im Wesentlichen nach Planung von Schuckert erbaut. Daran erinnert bis heute eine Schuckertlinna benannte Straße in der Stadt Askim, die auf einem Teil der ehemaligen Bahnstrecke angelegt wurde.

### Straßenbahnen

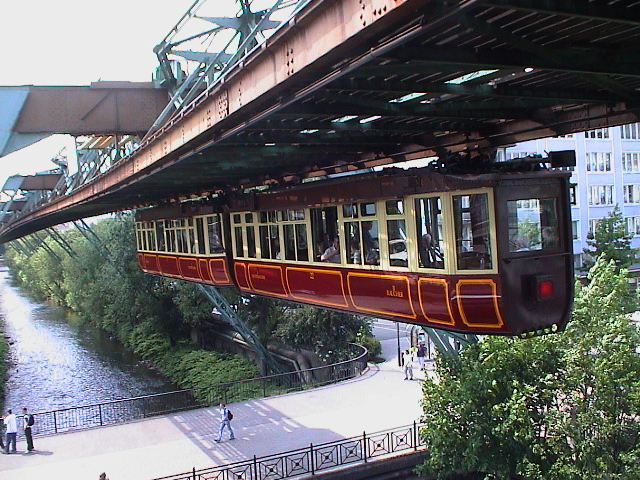
Kaiserwagen der Wuppertaler Schwebebahn mit elektrischer Ausrüstung von Schuckert & Co., ausgeliefert 1900

Auf der historisch bedeutsamen Internationalen Elektrotechnischen Ausstellung 1891 in Frankfurt am Main stellte Schuckert & Co. eine elektrische Straßenbahn vor, die zwischen dem Ausstellungsgelände und dem Mainufer pendelte. Im Jahr 1894 schlossen die Städte Barmen und Elberfeld mit der E-AG einen Vertrag über die elektrische Ausrüstung der neuen Schwebebahn im Wuppertal. In der Folge entwickelte sich Schuckert & Co. auch in diesem Bereich zu einem der führenden Unternehmen.
In Nürnberg überarbeitete Schuckert die von der AEG mangelhaft hergestellte Stromversorgung der elektrischen Straßenbahn. Bis heute liefern Schuckert & Co. bzw. die Nachfolgeunternehmen SSW und Siemens die elektrischen Ausrüstungen für die Nürnberger Straßenbahn und U-Bahn.

### Scheinwerfer
1885 hatte Schuckert eine Schleifmaschine für Parabolspiegel patentieren lassen. Bei der Weltausstellung in Chicago 1893 war das Licht eines mit einem solchen Spiegel ausgerüsteten Scheinwerfers noch im 135 Kilometer entfernten Milwaukee wahrnehmbar. In den 1890er Jahren wurden jährlich mehr als hundert Stück hergestellt. Auch auf der Weltausstellung Paris 1900 strahlte ein Schuckert-Scheinwerfer von der Spitze der über dem Deutschen Schifffahrtspavillon bis in eine Höhe von 46 m aufsteigenden Nachbildung des Leuchtturms Roter Sand allabendlich einen weißen glänzenden Lichtkegel über das Ausstellungsgelände hinweg.

### Automobile
Zwischen 1899 und 1900 stellte die E-AG Automobile mit Antrieb durch Elektromotoren her, angeboten wurden Personen- und Lieferwagen.